# Pic de l'Himalaya
Dendrocopos himalayensis
Espèce
Statut de conservation UICN

 LC  : Préoccupation mineure
Le Pic de l'Himalaya (Dendrocopos himalayensis) est une espèce d'oiseau de la famille des Picidae, dont l'aire de répartition s'étend à travers la chaîne de l'Himalaya.

## Liste des sous-espèces
- Dendrocopos himalayensis albescens (E.C.S. Baker, 1926) — Hindu Kouch
- Dendrocopos himalayensis himalayensis (Jardine & Selby 1831) — centre-ouest de l'Himalaya

## Galerie

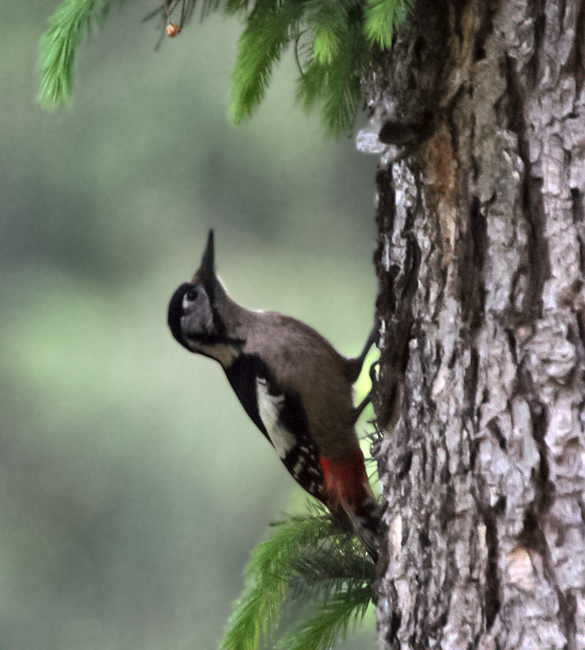
Femelle sur un tronc d'arbre, Guna Pani
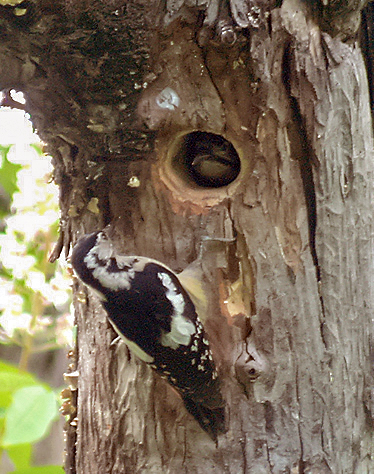
Couple, au nid, Kullu-Manali
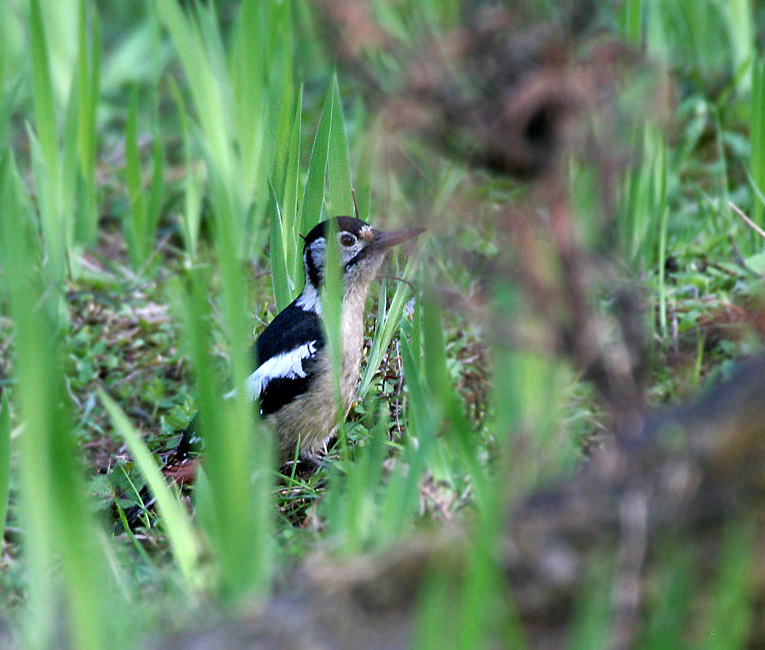
Femelle au sol, Guna Pani
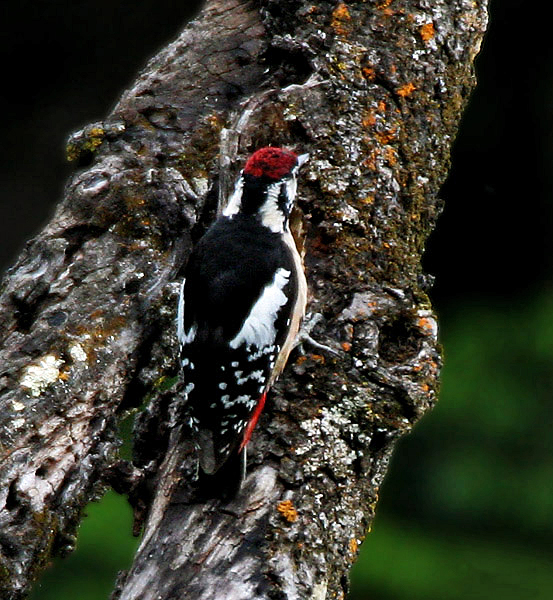
Mâle sur un tronc d'arbre, Bhandakthaatch (Kullu-Manali)